# Aeroporto di Firenze-Campo di Marte
L'aeroporto di Firenze-Campo di Marte è stata un'infrastruttura aeroportuale militare a servizio della città di Firenze tra il 1910 e il 1930. La sua ubicazione era nel quartiere di Campo di Marte, nell'area dove attualmente sorgono anche lo stadio Artemio Franchi e il palasport Nelson Mandela Forum.
L'area dove venne costruito l'aeroporto era già utilizzata durante la seconda metà dell'Ottocento per parate ed esercitazioni militari.
La realizzazione del campo di volo avvenne nel 1910, la cui inaugurazione fu battezzata da una serie di manifestazioni ed esibizioni aeree tra il 28 marzo e il 7 aprile.
La lunghezza della pista era di 700 metri.
Dopo la prima guerra mondiale vi si stabilì un aeroclub per l'organizzazione di voli turistici e manifestazioni acrobatiche questo aeroclub fu poi chiamato aeroclub Firenze intitolato a Luigi Gori,nel 1925 la proprietà del campo di volo risultava del Comune di Firenze. Nel frattempo l'infrastruttura aeroportuale divenne importante sede per il collaudo di velivoli.
L'infrastruttura rimase attiva fino al 18 maggio 1930, quando si tenne l'ultima manifestazione aerea, alla presenza di Benito Mussolini.
In seguito, venne decisa la chiusura dell'infrastruttura aeroportuale, che non garantiva sufficienti margini di sviluppo e di sicurezza per la presenza di abitazioni nelle vicinanze del campo di volo; dopo che nel 1928 era stata individuata l'area di Peretola per la realizzazione di un nuovo e più ampio aeroporto completamente al di fuori dell'area urbana dell'epoca, il 4 giugno 1931 venne inaugurato il nuovo aeroporto di Firenze-Peretola (che ancora oggi serve la città di Firenze), e sede oggi dell’aeroclub Firenze intitolato a Luigi Gori,  mentre l'area dove si trovava il vecchio campo di volo venne in seguito riqualificata con la costruzione di numerosi impianti sportivi, tra i quali spiccano lo stadio Artemio Franchi, il Nelson Mandela Forum e la piscina comunale Paolo Costoli.